# Gottfried Scheidt
Gottfried Scheidt, född 20 september 1593, död 3 juni 1661, var en tysk kompositör och organist. 
Scheidt föddes i Halle och 1611 flyttade 1611 till Amsterdam för att studera med Jan Pieterszoon Sweelinck och återvände hem 1615 för att studera vidare med sin äldre bror Samuel Scheidt och andra. Han utnämndes 1617 till organist vid hovet i Altenburg och innehade tjänsten fram till sin pension 5 maj 1658. Han var lyckad och respekterad, och bortsett från att spela orgel, ledde han det nystiftade Hofkapelle, trots det trettioåriga kriget. Han lyckades inte med sin ansökan 1622/1623 till tjänsten som huvudorganist i Marienkirche, Danzig, som hans bror vägrade och som så småningom gick till Paul Siefert. 
Hans enda kända orgelkompositioner är ett antal variationer på "Allein Gott in der Höh sei Ehr" som gjordes samtidigt 1614 av Sweelinck och andra. De sex variationerna innehåller tre av Scheidt och tre anonyma, vilket kan vara av honom. Detta arbete hör till den nordtyska skolans orgeltradition. Moderna utgåvor hittas av H. J. Moser (Kassel, 1953) och G. Gerdes, i 46 Choräle für Orgel von JP Sweelinck und seinen deutschen Schülern (Mainz, 1957). 
Hans andra kompositioner är alla tillfälliga vokalverk: Pia vota et hortulanae devotionis amicor, en bröllopsaria (1646), Selig sind die Toten, begravningsmusik till Sophie Elisabeth, hertiginna av Brunswick-Lüneburg (Leipzig, 1650), ett annat begravningsverk (1620), i S. Scheidt: Gesamtausgabe IV, red. G. Harms (Klecken, 1933) och två verk i Cantionale sacrum III (Gotha, 1648), i Schatz des liturgischen Chor- und Gemeindegesangs III, ed. L. Schoeberlein (Göttingen, 1872).